# Somnium (album)
Somnium è un album in studio di Robert Rich del 2001.

## Composizione
Somnium è composto da una sola traccia di sette ore suddivisa in tre parti. Proprio per tale motivo, si tratta di una delle composizioni musicali più lunghe mai pubblicate.

Secondo quanto riporta la home page del sito ufficiale dell'artista:
 Stanto alle parole di Piero Scaruffi, l'album «cita gli esperimenti minimalisti di LaMonte Young, la scuola del "deep listening", il jazz di Paul Horn e canti spirituali da tutto il mondo».

## Pubblicazione
L'album venne originariamente edito su DVD dalla Hypnos. In seguito uscì in formato digitale. Esiste anche una versione dell'album accorciata a 73 minuti, anch'essa uscita in formato digitale.

## Accoglienza
| Recensione     | Giudizio |
| -------------- | -------- |
| AllMusic       |          |
| Piero Scaruffi |          |
| Sputnikmusic   |          |

Somnium è stato accolto positivamente. Secondo Scaruffi, si tratta del quinto migliore album ambientale mai realizzato.
Secondo Sputnikmusic, Somnium «invita gli ascoltatori ad andare oltre i confini del consumo musicale convenzionale, immergendo l'ascoltatore in un'odissea che si intreccia perfettamente con i paesaggi enigmatici di uno stato di coscienza che comprendiamo così poco (...) Ascolta l'album quando sei sveglio e lascia che la mente si abbandoni in una qualsiasi pozza della memoria o dell'umore in cui vuole andare. Ascoltalo mentre dormi, e chi può dire che non farai lo stesso?»

## Tracce

### Edizione originale
1. Part 1 – 155:00
2. Part 2 – 119:57
3. Part 3 – 144:54

### Edizione abbreviata
1. Opening – 18:10
2. Hour One – 7:21
3. Hour Two – 5:06
4. Hour Three – 6:16
5. Hour Four – 4:35
6. Hour Five – 6:35
7. Hour Six – 7:30
8. Ending – 17:58

## Formazione
- Robert Rich – produzione